# Фојл
Фојл (енгл. River Foyle) је река у Уједињеном Краљевству, у Северној Ирској. Улива се у Атлантски океан. 